# Томаш Брушко
Томаш Брушко (словац. Tomáš Bruško, нар. 21 лютого 1983, Миява, Чехословаччина) — словацький футболіст, півзахисник.

## Клубна кар'єра
Розпочав свою кар'єру в клубі «Дубница» з міста Дубница-над-Вагом. У грудні 2001 року підписав 5-річний контракт з київським «Динамо». Не зміг заграти за основний склад «Динамо» і виступав, в основному, за другу і третю команди клубу. Здавався в оренду спочатку в полтавську «Ворсклу», а потім і в берлінський «Уніон». Влітку 2005 року повернувся до клубу «Дубниця», де він починав свою кар'єру. З 2008 по 2009 рік виступав за клуб «Дукла» з міста Банська Бистриця, далі відіграв сезон за «Дубницю».
У 2010 році стало відомо, що Томаш мав зіграти за Лідс Юнайтед проти МФК «Ружомберок» у передсезонному товариському матчі, клуб з Йоркшира розглядав можливість підписання півзахисника.
з 2011 по 2014 роки виступав за миявський «Спартак».

## Кар'єра у збірній
Брушко виступав у збірній Словаччини U-19 і разом з командою на юнацькому чемпіонаті Європи 2002 року завоював бронзові нагороди.

## Досягнення
- Юнацький чемпіонат Європи з футболу (U-19)
  -  Бронзовий призер (1): 2002